# Memorial Marco Pantani 2020
Il Memorial Marco Pantani 2020, diciassettesima edizione della corsa, valevole come evento dell'UCI Europe Tour 2020 e come ottava della Ciclismo Cup 2020 categoria 1.1, si svolse il 30 agosto 2020 su un percorso di 199,8 km, con partenza da Castrocaro Terme e Terra del Sole e arrivo a Cesenatico, in Italia. La vittoria fu appannaggio dell’italiano Fabio Felline, il quale completò il percorso in 5h05'25", precedendo il britannico Ethan Hayter e il bielorusso Aljaksandr Rabušėnka.
Sul traguardo di Cesenatico 40 ciclisti, su 171 partenti da Castrocaro Terme e Terra del Sole, portarono a termine la competizione.

## Squadre e corridori partecipanti
| N.      | Cod. | Squadra                     |
| ------- | ---- | --------------------------- |
| 1-6     | AST  | Astana Pro Team             |
| 11-16   | TBM  | Bahrain-McLaren             |
| 21-26   | NTT  | NTT Pro Cycling Team        |
| 31-36   | UAS  | UAE Team Emirates           |
| 41-46   | TFS  | Trek-Segafredo              |
| 51-56   | INS  | Ineos Grenadiers            |
| 61-66   | BCF  | Bardiani-CSF-Faizanè        |
| 71-76   | THR  | Vini Zabù KTM               |
| 81-86   | ANS  | Androni Giocattoli-Sidermec |
| 91-96   | GAZ  | Gazprom-RusVelo             |
| 101-106 | RLY  | Rally Cycling               |
| 111-116 | NDP  | Nippo Delko Provence        |
| 121-126 | CJR  | Caja Rural-Seguros RGA      |

| N.      | Cod. | Squadra                            |
| ------- | ---- | ---------------------------------- |
| 131-136 | CWG  | Circus-Wanty Gobert                |
| 141-146 | WVA  | Bingoal-Wallonie Bruxelles         |
| 151-156 | BBH  | Burgos-BH                          |
| 161-166 | BTM  | Beltrami TSA Marchiol              |
| 171-176 | SAT  | Sangemini Trevigiani MG.K Vis      |
| 181-186 | IWD  | Work Service Dynatek Vega          |
| 191-196 | GEF  | General Store-Essegibi-F.lli Curia |
| 201-206 | CPK  | Team Colpack Ballan                |
| 211-215 | GTV  | Giotti Victoria                    |
| 221-227 | CTA  | Colombia Tierra de Atletas         |
| 231-236 | AZT  | D'Amico UM Tools                   |
| 241-246 | AMO  | Amore & Vita-Prodir                |

## Ordine d'arrivo (Top 10)
| Pos. | Corridore            | Squadra     | Tempo    |
| ---- | -------------------- | ----------- | -------- |
| 1    | Fabio Felline        | Astana      | 5h05'25" |
| 2    | Ethan Hayter         | Ineos       | s.t.     |
| 3    | Aljaksandr Rabušėnka | UAE         | s.t.     |
| 4    | Jacopo Mosca         | Trek        | s.t.     |
| 5    | Andrea Pasqualon     | Circus      | s.t.     |
| 6    | Carlos Barbero       | NTT         | s.t.     |
| 7    | Simone Velasco       | Gazprom     | s.t.     |
| 8    | Alessandro Fedeli    | Nippo Delko | s.t.     |
| 9    | Raffaele Radice      | Sangemini   | s.t.     |
| 10   | Filippo Zana         | Bardiani    | s.t.     |